# Corridor de sécurité
Pour les articles homonymes, voir Corridor.
Ne doit pas être confondu avec Couloir de sécurité.
Un corridor de sécurité se définit par deux manœuvres de sécurité routière ayant pour objectif de lutter contre les nombreux accidents dont sont victimes les intervenants en bord de route et les usagers en détresse, et les occupants d'un véhicule en circulation qui heurte un véhicule arrêté sur la bande d'arrêt d'urgence.
Elle désigne une barrière virtuelle pour libérer un espace de sécurité que tout conducteur doit respecter à l’approche des intervenants en bord de route ou d’un véhicule ayant actionné ses feux de détresse et ce, sur l’ensemble du domaine routier. 
Le corridor de sécurité a été pour la première fois défini dans la loi aux États-Unis en 1996, sous le nom de « move over law ». Il est inscrit dans la loi au Canada depuis 2012 et dans le code de la route en France depuis 2018. 
Il ne doit pas être confondu avec le couloir de sécurité, qui existe dans la législation de certains pays et consiste à laisser une voie entre deux files, lors des gros ralentissement ou d’arrêt de la circulation afin de permettre le passage plus aisé et surtout plus rapidement des véhicules d’intervention.

## Historique

### Aux États-Unis
C’est en 1996, aux États-Unis en Caroline du Sud, que fut adoptée une loi pour protéger les intervenants d’urgence à la suite du décès d’un ambulancier, fauché alors qu’il portait secours à une victime. Il a été tenu responsable, ce qui a conduit à un travail de réflexion visant à créer une loi pour protéger ces intervenants. Cette loi fut révisée en 2002 pour insérer la notion de « Move over » obligeant les conducteurs, s’ils le peuvent et en toute sécurité, à s’écarter d’une voie de tout véhicule de police ou autre véhicule d’urgence (SC 56-5-1538). 
Aux États-Unis, progressivement les cinquante États adoptent cette loi du « Move Over », appliquant des sanctions différentes défini par la loi locale.
Elles peuvent aller d’une amende de 35 $ à 500 $, à trois points en moins d’inaptitude, à des travaux communautaires de sept jours, une suspension du permis de conduire de 90 jours à 1 an, voire à des peines d’emprisonnement si le non-respect du « Move Over » a entraîné des blessures sur un professionnel de la route .
À ce jour, seul le District de Columbia n’a pas encore adopté la loi sur le « Move over ».

### Au Canada
En 2011, le décès d’un policier québécois happé par un camion et la pétition d’un ambulancier (Patrick Dufresne) ont incité le Québec à mettre en place la loi du « Move Over » renommée : Corridor de sécurité. Contrairement au « Move over » américain, le corridor de sécurité québécois a élargi le champ des bénéficiaires. En effet, en plus d’imposer aux conducteurs de ralentir à une vitesse prudente et raisonnable et d’effectuer un changement de voie s’il est possible de le faire, elle inclut les dépanneuses et les véhicules de patrouille des routes aux véhicules d’urgence déjà concernés.
En vigueur depuis le 5 août 2012, tout manquement au corridor de sécurité est passible d’un passage au Tribunal (Alberta) jusqu’à une amende pouvant s’élever à 2 000 $ (Ontario), de six points en moins d’inaptitude (Alberta) voire de peine d’emprisonnement de six mois en cas de récidive (Ontario).
Au Canada, les différentes provinces valident successivement la loi sur le corridor de sécurité. À ce jour, seule la province de Terre-Neuve-et-Labrador n’a pas adopté le corridor de sécurité ainsi que les territoires fédéraux de Nunavut et Yukon.

### En France
En France, le décès d’un dépanneur en 2016 a suscité une vive émotion de la profession et c’est l'Association Fier d'être dépanneur qui a décidé de sensibiliser le législateur d'abord par une pétition sur la problématique de la sécurité des intervenants en bord des routes, en proposant le principe du corridor de sécurité à l’instar du Move Over américain et du corridor de sécurité canadien.
C’est le 17 septembre 2018 que le décret d'application no 2018-795 de la Délégation à la sécurité routière près du Ministère de l’Intérieur instaure en France les manœuvres du corridor de sécurité.
En plus de profiter aux intervenants professionnels en bord des routes, il l’élargit aux non-professionnels de la route, en en faisant bénéficier tout véhicule ayant actionné ses feux de détresse.
Le non respect de ce corridor est sanctionné par une amende forfaitaire de 135 €
D'après le baromètre Vinci 2020, 27% des Français ne connaissent pas cette règle, et 73% ne la respecte pas systématiquement.
Entre janvier 2020 et juillet 2020, 48 véhicules d’intervention ont été percutés sur le réseau autoroutier concédé français dont 25 sur le seul réseau VINCI Autoroutes, alors que sur cette période un confinement a réduit les déplacements.

### Et en Europe
À l'heure actuelle, seule la France dispose de cette loi sur le corridor de sécurité, mais l’association Fier d'être dépanneur a également entrepris de la faire étendre à l’ensemble des états membres européens, la problématique étant identique dans toute l'Europe.

## Problématique
La présence d'un véhiculé à l'arrêt sur la bande d'arrêt d'urgence peut gêner la circulation sur la première file de circulation ou provoquer un accident. Le véhicule à l'arrêt comme le véhicule roulant risquant chacun d'empiéter de l'autre côté de la ligne.

## Application en France

### Les manœuvres
Au nombre de deux, elles se résument toujours à ralentir et à s’écarter pour laisser une voie libre entre le danger et son véhicule, ou si cela n’est pas possible de s’éloigner le plus possible du danger. 
Un nouvel article, R.412-11-1, du code de la route prévoit une obligation pour tout conducteur de s’écarter, en changeant de voie ou en demeurant dans sa voie, à l’approche d’un véhicule immobilisé ou en intervention faisant usage de feux spéciaux ou de feux de détresse sur la route ou en bord de route. 
Le non-respect de cette obligation est sanctionné d’une amende prévue pour les contraventions de la quatrième classe. 
Par ailleurs, l’article R.413-17 du code de la route a été modifié pour ajouter les nouvelles catégories d’usagers à l’approche desquels la vitesse doit être réduite.
Le non-respect de cette obligation est punissable, sans interception du véhicule, d’une amende prévue pour les contraventions de quatrième classe.
Ces deux infractions sont cumulatives.

### Les bénéficiaires
La loi sur le corridor de sécurité a été instaurée pour renforcer la sécurité du personnel en intervention mais également l’usager en détresse. 
Ainsi le corridor de sécurité définit 3 catégories : 
1. Selon l’article R.313-27 du code de la route, il s’agit des véhicules d'intérêt général prioritaires ou bénéficiant de facilités de passage définis par l’article R.311-1 (alinéa 6.5 et 6.6) du code de la route.
2. Selon l’article R.313-28 du code de la route, il s’agit de tout véhicule à progression lente ou encombrant dont la liste est fixée par le Ministère chargé des transports.
3. Enfin, la loi française, contrairement aux lois américaines et canadiennes sur le corridor de sécurité a inclus tout autre véhicule faisant usage de ses feux de détresse.

En résumé (liste non exhaustive, se référer aux articles complets pré-cités), il s’agit des véhicules de services de police, de gendarmerie, de lutte contre l'incendie, d’intervention des unités mobiles hospitalières. Sur autoroute ou routes à deux chaussées séparées : des véhicules d’intervention des services gestionnaires de ces voies : patrouilleur autoroutier ou des agents des DIR ainsi que des véhicules équipés en atelier mobile permettant le dépannage des véhicules sur la route, et les véhicules remorqueurs ainsi que tout usager ayant fait usage de ses feux de détresse.

### La verbalisation
La loi prévoit deux verbalisations distinctes suivantes la ou les manœuvre(s) non respectée(s).
- S'il n'y a pas eu d'écartement face au danger :

Le code NATINF 32934 pour « Dépassement irrégulier d’un véhicule immobilisé ou circulant à faible allure sur un accotement, une bande d’arrêt d’urgence ou une voie de circulation » est défini par les articles R.412-11-1, R.413-17 et R.414-4 du code de la route et réprimé par l’article R.412-11-1 alinéa 5 d’une amende de quatrième classe, sans retrait de points.
- S'il n'y a pas de ralentissement face au danger :

Le code NATINF 213 pour « Conduite d’un véhicule à une vitesse excessive eu égard aux circonstances » est défini par les articles R.413-17, L.121-3 et R.121-6-8° du code de la route et réprimé par l’article R.413-17 §IV d’une amende de quatrième classe, sans retrait de points.
Cette infraction fait partie des infractions constatables sans interception du véhicule.

## Problématique de sécurité routière
En 2017, c’est 185 véhicules d’intervention des sociétés d’autoroutes qui ont été heurtés, c’est donc un accident matériel tous les deux jours qui se produit sur le réseau autoroutier en France.
Ce chiffre est sous-estimé car il ne prend pas en compte les heurts de fourgons des voies non concédées (réseau DIR) dont les statistiques ne sont pas connues.
Les heurts corporels sont aussi à dénombrer ; en 2017, 15 agents autoroutiers ont été blessés dans ces heurts, et 1 a perdu la vie sur l’autoroute A1. En 2016, c’est un dépanneur âgé de 24 ans qui a perdu la vie en intervention sur l’autoroute A1, fauché par un poids-lourd.
Le baromètre de la conduite responsable de la fondation Vinci publié en février 2018 déplore encore cette année des comportements dangereux des usagers toujours, en augmentation parmi lesquels : 
- 91% des usagers avouent dépasser les limitations de vitesse,
- 75% disent ne pas toujours respecter les distances de sécurité,
- 58% avouent ne pas ralentir à l’approche d’une zone de travaux,
- 26% avouent avoir déjà empiété sur la bande d’arrêt d’urgence ou le bas-côté.

Le constat est identique de l’Observatoire Sanef des comportements sur autoroutes publiés en 2017 qui confirment que 75% des usagers sont en excès de vitesse dans une zone de travaux avec une voie neutralisée et donc une limitation abaissée à 110 km/h.
De nombreuses campagnes de sensibilisation et de prévention ont été organisées par ces sociétés.
Le corridor de sécurité fut instauré en France dans ce contexte, et où le nombre de personnes tuées sur les routes était en hausse pour la troisième année consécutive – ce qui n’était plus arrivé depuis 45 ans.
En 2018, le bilan humain fut très lourd, puisqu’une policière gardien de la paix et un gendarme ont été fauchés, ainsi qu’un agent de la DIR et un père de famille. Un pompier fut blessé et 2 agents autoroutiers.
Le risque d’être happé, pour les intervenants en bord de route ou les usagers en détresse devenus piétons -population d’usagers dites vulnérables et fragiles-, n’est pas négligeable et a déjà fait des victimes.
Ce risque est bien souvent sous-estimé par les conducteurs, qui n’y pensent pas.

## Campagne d'information et de sensibilisation

### Aux États-Unis et au Canada

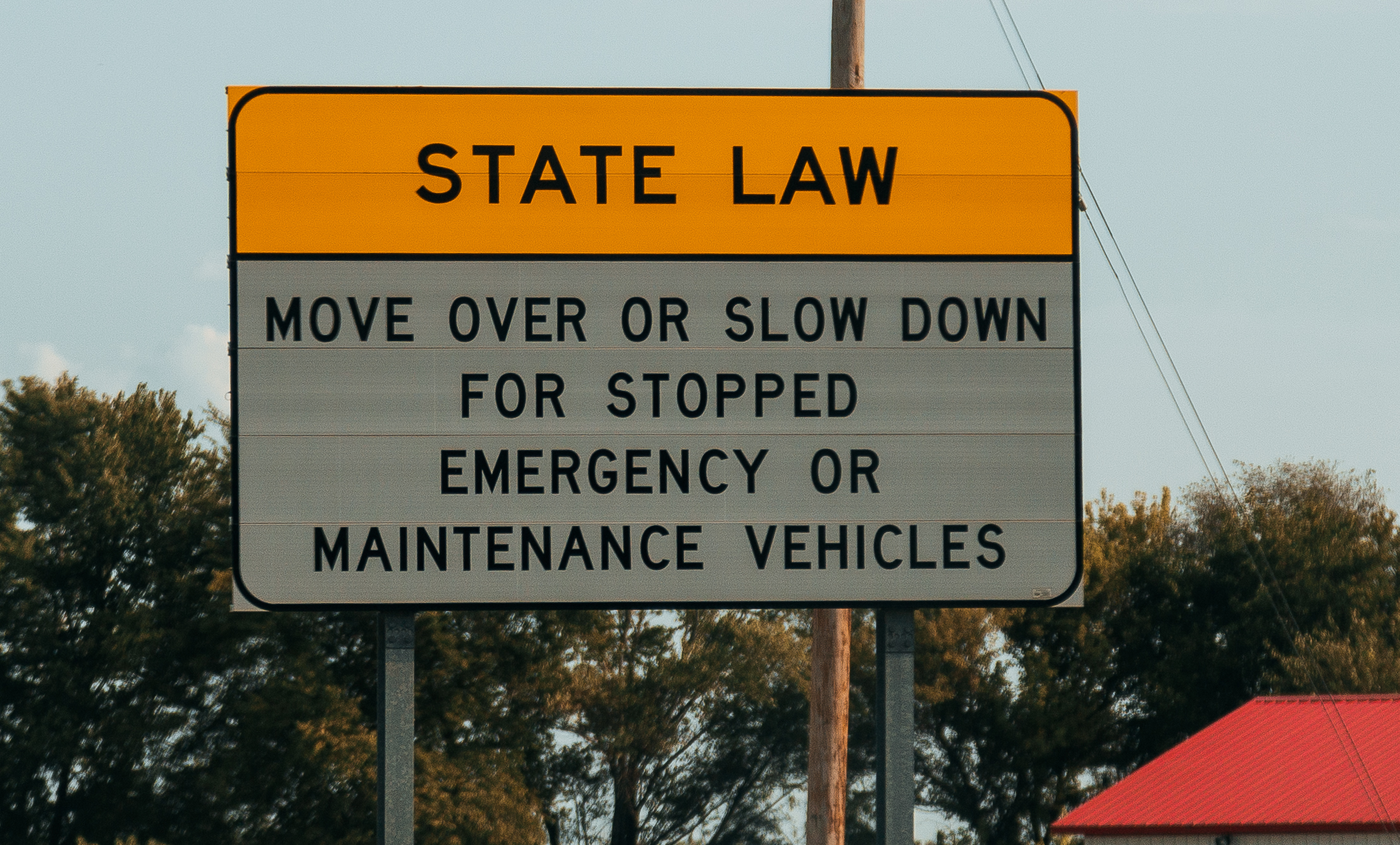
State Law Move Over or Slow Down for Stopped Emergency or Maintenance Vehicles (41159202175) Missouri highway sign - STATE LAW MOVE OVER OR SLOW DOWN FOR STOPPED EMERGENCY OR MAINTENANCE VEHICLES Tony Webster from Minneapolis, Minnesota, United States

Aux États-Unis chaque État a individuellement adopté le Move Over, dès lors un dispositif d’information par panneaux d’affichage a été mis en place à l’entrée de certains États désireux informer les usagers. Le Canada utilise le même procédé dans la mesure où chaque province adopte une à une le corridor de sécurité.
Par ailleurs, aux États-Unis, chaque troisième samedi d’octobre est organisé un défilé destiné à informer ou rappeler le principe du Move Over. 
Enfin, à la suite du décès d’un dépanneur, l’association Spirit Ride organise un cortège de ville en ville, où un cercueil de cérémonie décoré et posé sur le plateau d’une dépanneuse tend à attirer l’attention des médias locaux pour ainsi sensibiliser les téléspectateurs ou les lecteurs des journaux locaux. 
La Société de l’assurance automobile au Québec (SAAQ), en partenariat avec le gouvernement du Québec, s’investit également en proposant des vidéos pour expliquer les différentes manœuvres du corridor de sécurité, ainsi que des visuels.
Une campagne de sensibilisation est également organisée sur les réseaux sociaux où plusieurs policiers de la Gendarmerie royale du Canada « ont fait part de leurs réflexions au sujet des automobilistes passant trop près d'eux pendant qu'ils travaillent dans l'accotement et sur l'importance de pouvoir faire leur travail en toute sécurité ».

### En France
L'association Fier d'être dépanneur s'est mobilisée pour la mise en place de cette loi et continue d'en faire la promotion
Le ministère des Transports a organisé une semaine de sensibilisation des agents des routes du 15 au 21 octobre 2018 sous le hashtag #EcarterLeDanger sur les réseaux sociaux à l'occasion de la mise en place de cette disposition dans le code de la route.
Cette campagne avait deux axes : « sensibiliser » et « responsabiliser » en invitant l’usager à se mettre à la place des agents des routes. C’est ainsi que des films en réalité virtuelle à 360° ont été diffusés pour faire ressentir physiquement le danger en montrant précisément à combien de centimètre les usagers frôlent les agents des routes, par exemple :
« vous êtes passé à ça de Karine 
<< 48 cm >> ».
La responsabilisation a été portée sur l’ensemble des usagers des routes : particuliers et professionnels précisant qu’« à chaque trajet il est très probable de rencontrer des agents des routes ou son véhicule d’intervention ».
Durant cette semaine, des campagnes de sensibilisation ont également été organisées en région notamment dans le Pas-de-Calais où un agent des routes a été tué en mars 2017. Un spot radio a été diffusé sur les stations autoroutes Autoroute FM ainsi que sur les stations généralistes ou musicales. Des affiches ont été présentées.
En novembre 2018, lors de la journée de la sécurité du personnel en intervention sur les voies, en partenariat avec l’Association des sociétés françaises d’autoroutes (ASFA) et une école de l’Association pour le développement de la formation professionnelle dans les transports et la logistique, a été organisé un crash test pédagogique destiné à sensibiliser 150 élèves en filière conduite routière d’Île-de-France. 
En juillet 2020, une société d'autoroute : Vinci Autoroutes a inauguré l'expérimentation de panneaux fixes relatifs aux manœuvres du corridor de sécurité sur son réseau.